# مسجد جامع اراک
مسجد جامع اراک یا مسجد قدس اراک مسجد جامع و محل برگزاری نماز جمعه شهر اراک است که در ابتدای بازار اراک قرار دارد.